# Mathias Rust

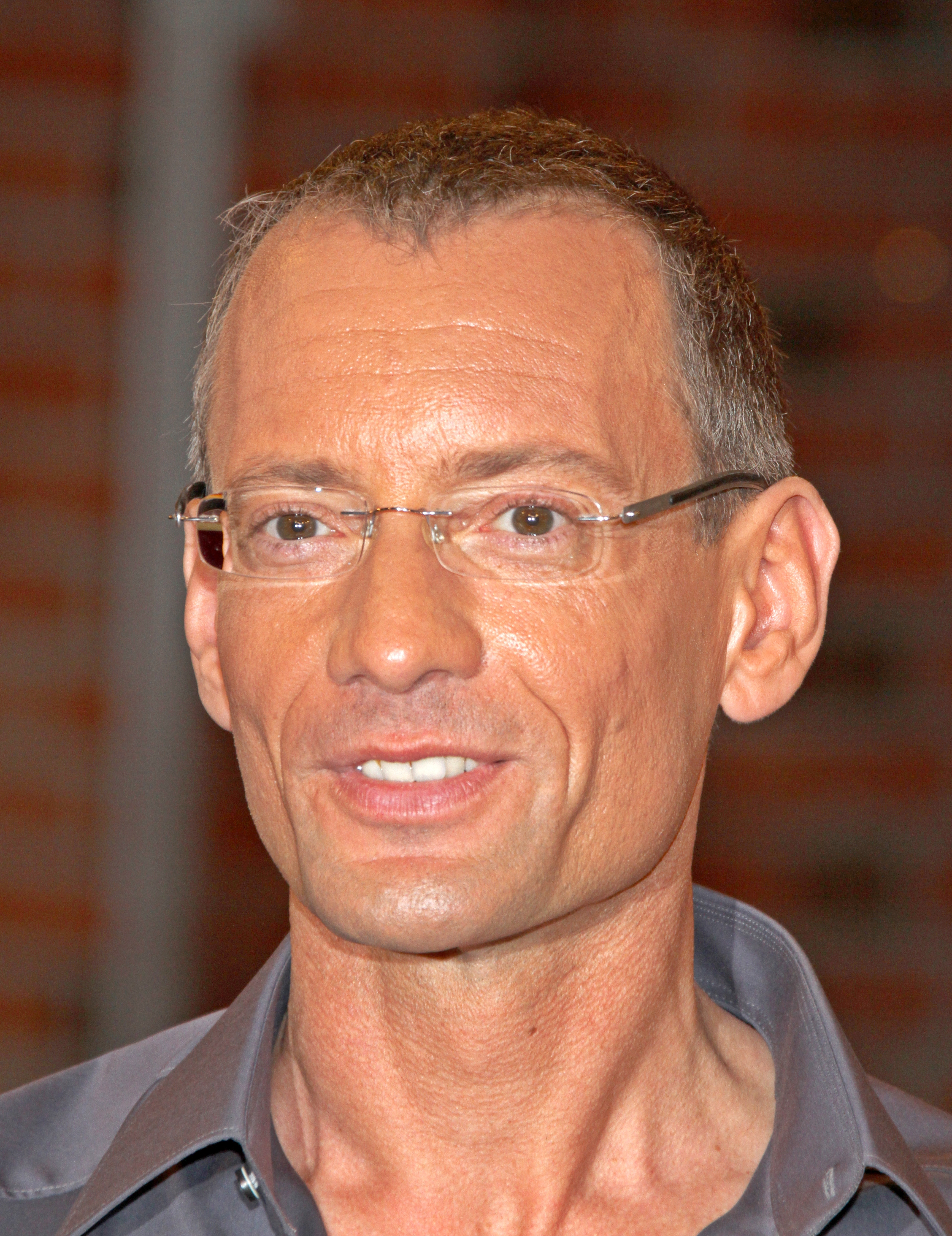
Mathias Rust (2012)

Mathias Rust (* 1. Juni 1968 in Hamburg-Rissen) ist ein deutscher Privatpilot, der durch eine Landung am 28. Mai 1987 mit einem Flugzeug vom Typ Cessna 172 P auf der Großen Moskwa-Brücke unweit des Roten Platzes in Moskau bekannt wurde.

## Jugend und Ausbildung
Rust wuchs in Wedel auf. Er hat einen vier Jahre jüngeren Bruder. Sein Vater arbeitete als Ingenieur bei der AEG. Rust besuchte die Ernst-Barlach-Realschule. Nach dem Schulabschluss begann er eine Banklehre, die er aber nicht zu Ende brachte. Er arbeitete anschließend als Datentypist bei einem Wedeler Unternehmen. Seine Privatpilotenlizenz erwarb er beim Aero-Club Hamburg, nachdem er von September 1985 bis August 1986 die vorgeschriebenen 40 Flugstunden absolviert hatte. Die Prüfung bestand er fehlerlos.

## Flugverlauf und Landung

Ungefähre Flugroute

Rust, der die Pläne für seine Flüge gegenüber seiner Familie verschwieg („Er ahnt, dass sie ihm von dem waghalsigen Flug abraten würde“, schrieb der Stern im August 1988) und seinem Bruder lediglich sagte, er wolle „nach Island, Skandinavien und Helsinki“ fliegen, charterte die Cessna 172 P seines Hamburger Luftsportvereins für einen „Rundflug über die Nordsee“ und startete in Hamburg-Fuhlsbüttel. Bei einer Zwischenlandung auf dem Flugplatz Uetersen/Heist bei Hamburg baute er die Rücksitzbank der viersitzigen Maschine aus, um Platz für zusätzliche Treibstoffkanister zu schaffen, und flog am 13. Mai 1987 über Shetland auf die Färöer-Inseln.
Rust flog in den folgenden Tagen nach Keflavík (Island), nahe Reykjavík, dem Ort des letzten amerikanisch-sowjetischen Gipfeltreffens vom Oktober 1986, bei dem sich Ronald Reagan und Michail Gorbatschow begegnet waren. Anschließend flog er über die Shetland-Inseln, Bergen (Norwegen) nach Finnland, wo er auf dem Flughafen Malmi in Helsinki am 25. Mai 1987 landete. Von dort aus flog er am 28. Mai von Finnland über den Finnischen Meerbusen zur Estnischen SSR, folgte nach seinen Angaben ein Stück der Uferlinie des Meerbusens Richtung Osten, und flog dann nach Kurs bis Moskau.
Rust wurde frühzeitig von der sowjetischen Luftverteidigung erfasst. Diese hatte im September 1983 an der Pazifikküste den verirrten Korean-Air-Lines-Flug 007 abgeschossen und damit 269 Menschen getötet. Die erste Einheit reagierte verspätet, meldete dann der nachfolgenden lediglich ein ankommendes Flugzeug, nicht aber dessen Herkunft aus Finnland. Eine unmittelbare Abwehrreaktion blieb aus. Dem Stern zufolge schaltete Rust den Transponder aus, streifte für den Fall eines Absturzes einen Motorradhelm über und befand sich überwiegend nicht im Tiefflug, sondern steuerte das Flugzeug nur dreimal wegen drohender Vereisung der Tragflächen auf eine Höhe von rund 300 Metern herab. Bei guten Sichtverhältnissen und mit ausreichendem Kartenmaterial flog er unter Sichtflugbedingungen, nach widersprüchlichen Angaben folgte er entweder einem festen Kurs oder einer Eisenbahnstrecke wie der Bahnstrecke Sankt Petersburg–Moskau. Im Fernsehen ausgestrahlte Beiträge zeigten parallel fliegende MiG-23-Kampfflugzeuge. Er sei zu diesem Zeitpunkt so entschlossen gewesen, dass er alles gewagt hätte, sagte Rust später gegenüber dem Stern auf die Frage, wie er gehandelt hätte, wenn er von den sowjetischen Kampfpiloten zur Landung aufgefordert worden wäre.

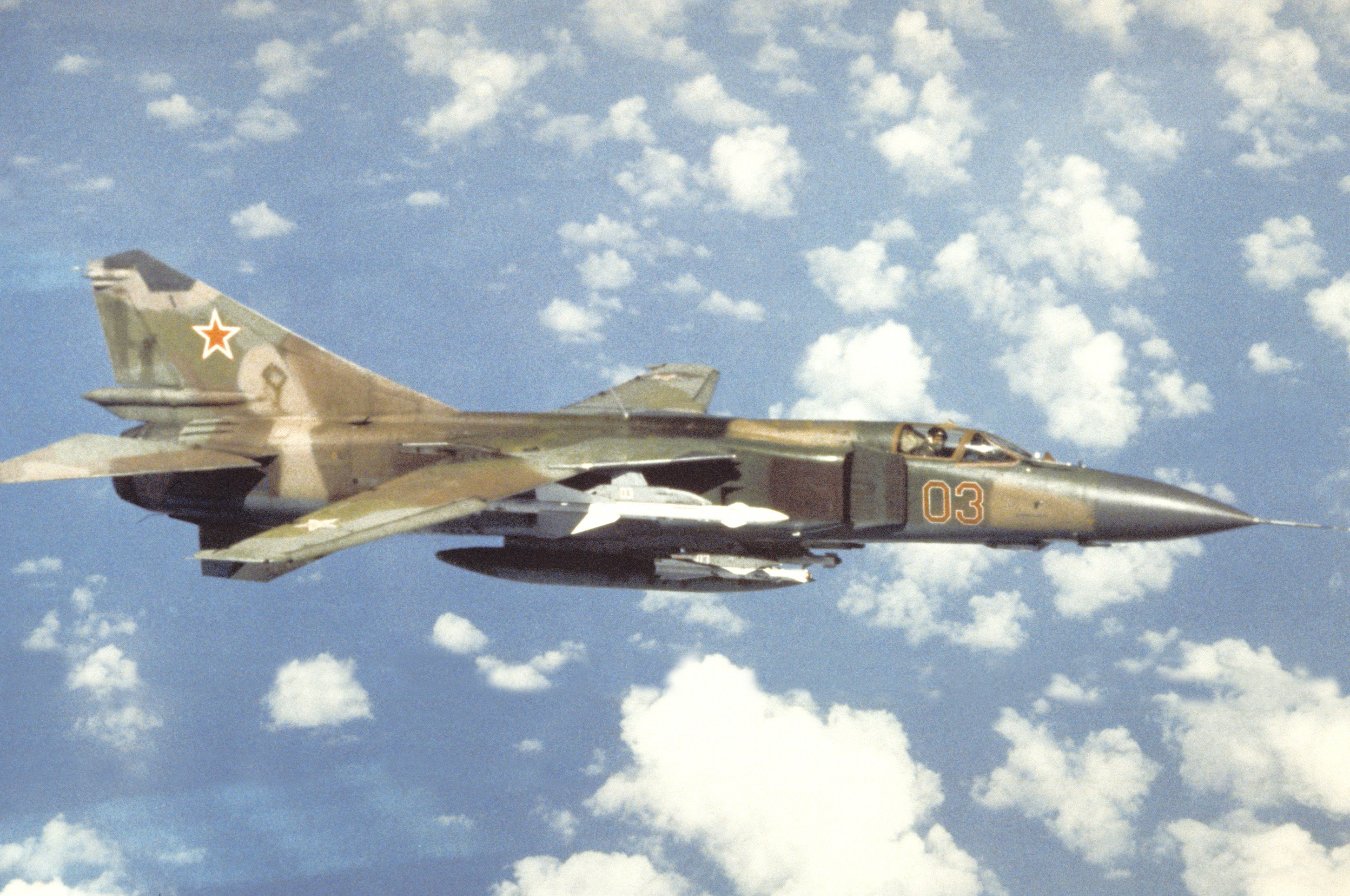
MiG-23

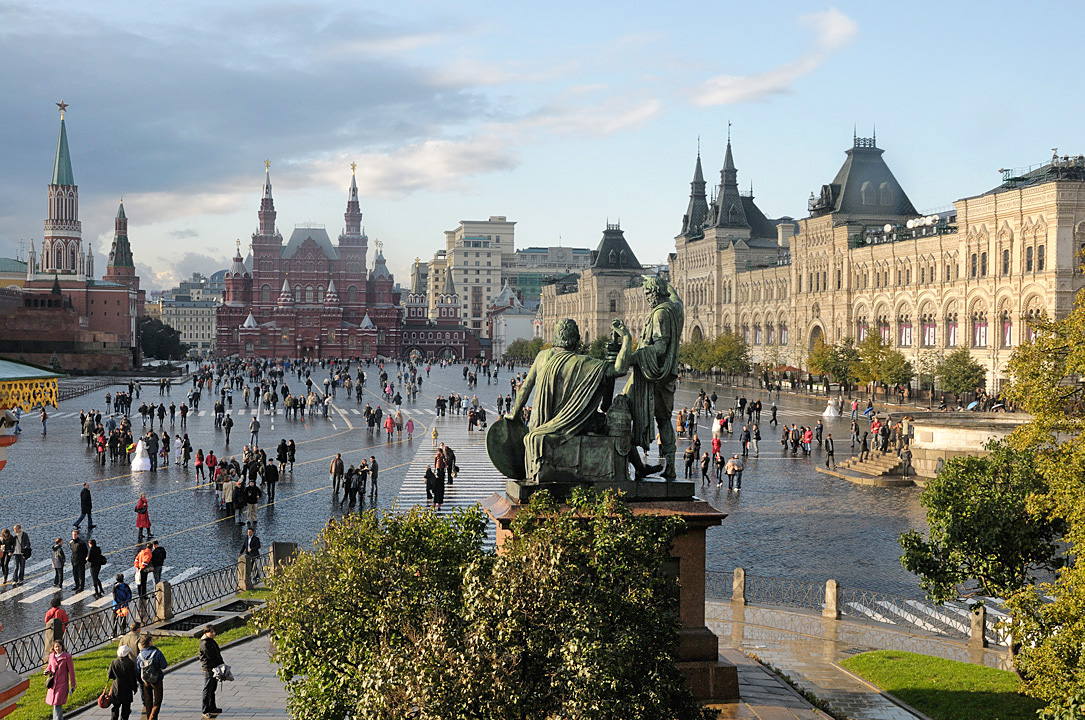
Nordwestende des Roten Platzes mit Historischem Museum

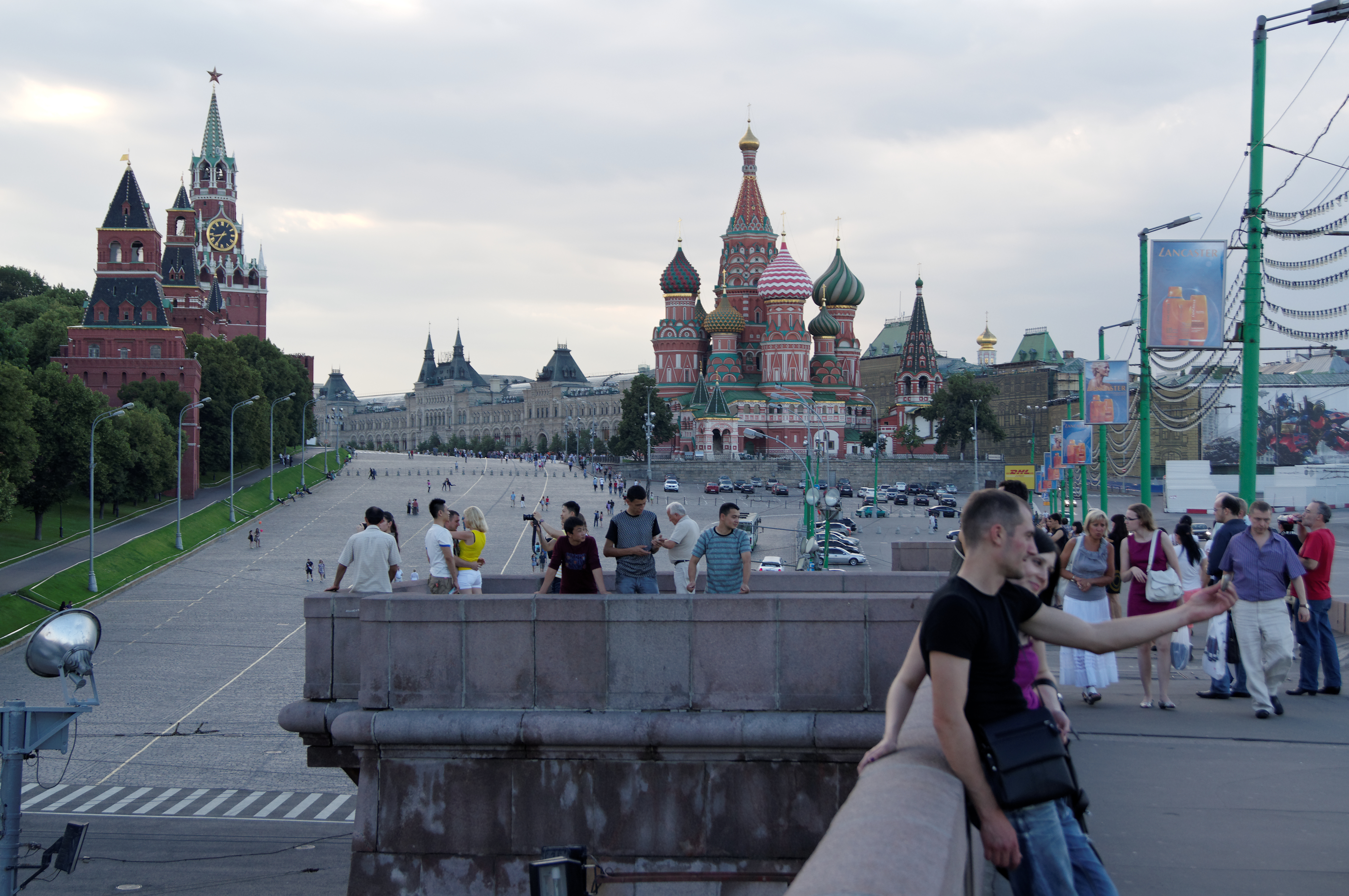
Blick von den Großen Moskwa-Brücke auf ihre Wassili-Rampe mit Parkplatz vor der Basilius-Kathedrale

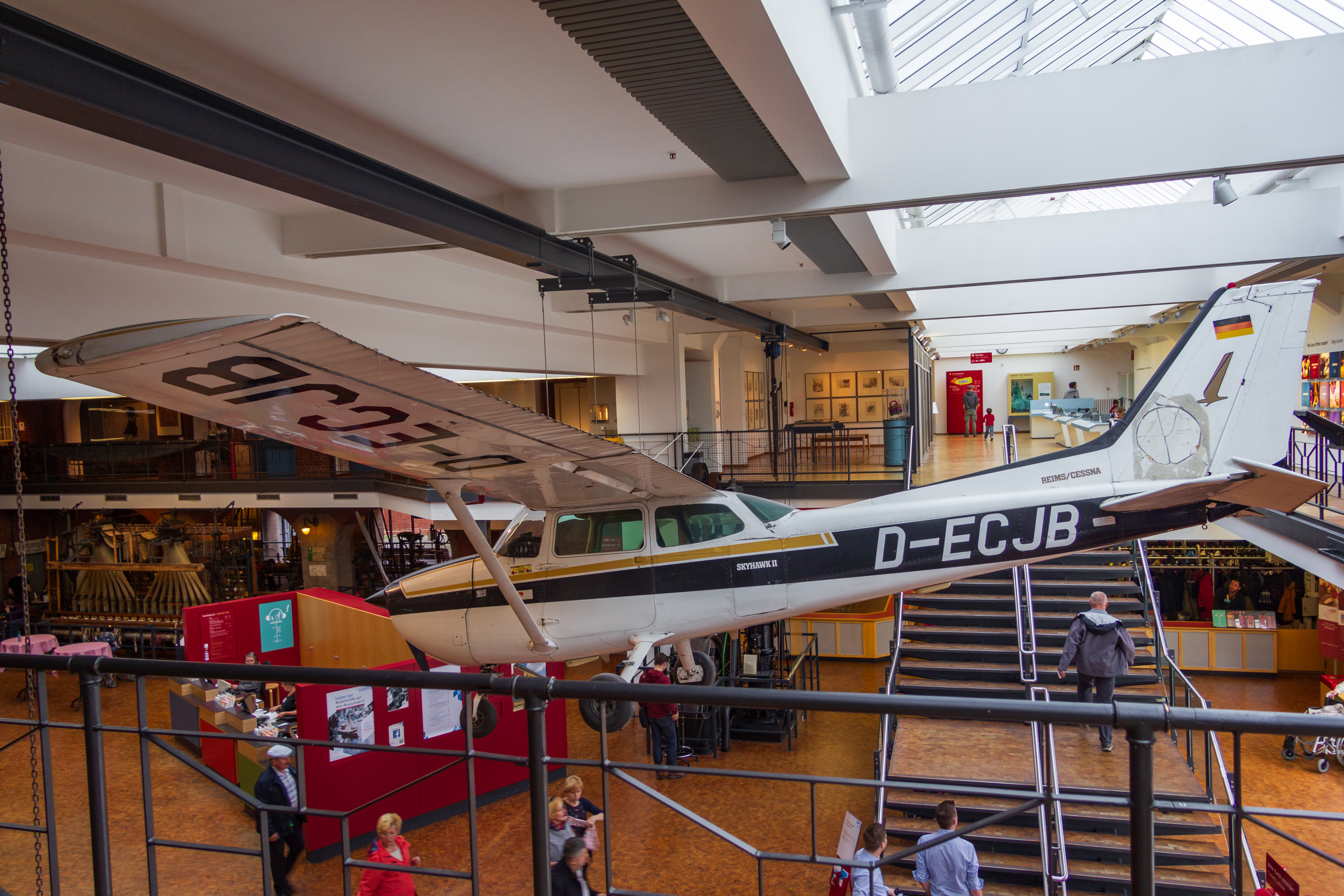
Rusts Cessna 172 Skyhawk II „D-ECJB“ im Deutschen Technikmuseum Berlin

Entscheidungen wurden nicht getroffen und Rust erreichte schließlich nach etwa fünfeinhalbstündigem Flug Moskau. In der Stadt orientierte er sich mit einem Falk-Plan, der Zeichnungen der Sehenswürdigkeiten enthielt. Gegen 18:15 Uhr drehte er mehrere Platzrunden über dem Roten Platz und dem Kreml. Touristenvideo und Fotos zeigen die Maschine im Tiefflug vor den mittleren weißen Turmspitzen an der Fassade des Historischen Museums am Nordwestende des Roten Platzes. Da auf dem Platz selber zu viele Menschen waren wählte er für die Landung schließlich die 700 m südöstlicher gelegene mehrspurige Große Moskwa-Brücke, nach drei Überflügen um dortige Passanten und Fahrzeuge zum Verlassen derselben zu bewegen. Von der Brückenrampe führen zwei Rampen hinab zur Uferstraße, die westliche davon ist der Wassili-Abhang (Wassilewski spusk). Auf dem Parkplatz für Reisebusse der Basilius-Kathedrale unterhalb des eigentlichen Roten Platzes brachte er das Flugzeug um 18:40 zum Stehen, er hatte damit sein Ziel ca. 100 Meter verfehlt.
Rust hatte Flugblätter bei sich, die er nach der Landung aber nicht verteilte. Er habe bis zur Landung geplant, darüber hinaus nicht. Nach dem Aussteigen gab er Autogramme und bekam von einer Frau Brot geschenkt, ehe er festgenommen wurde.

## Konsequenzen in der Sowjetunion
Die Landung am russischen Tag des Grenzsoldaten löste internationale Aufmerksamkeit aus und führte zu innenpolitischen Konsequenzen in der Sowjetunion. Verteidigungsminister Sergei Sokolow und der Chef der sowjetischen Luftverteidigung, Alexander Koldunow, wurden von Michail Gorbatschow verantwortlich gemacht und „auf eigenen Wunsch in den wohlverdienten, frühzeitigen Ruhestand“ entlassen. Zudem nutzte Gorbatschow das Ereignis, sich von über 300 weiteren perestroika- und glasnostfeindlich eingestellten Generälen zu trennen. Dies war die umfangreichste Säuberung in der Geschichte des sowjetischen Militärs, nicht einmal während der Säuberungen Stalins 1937/38 wurden mehr Spitzenmilitärs entlassen. In der Prawda, dem Zentralorgan des Zentralkomitees der KPdSU, wurde am 5. Juni 1987 im ersten größeren sowjetischen Pressebericht, der sich mit dem Vorfall befasste, bezweifelt, dass Rust allein gehandelt habe. Am 6. Juli 1987 weilten Bundespräsident Richard von Weizsäcker und Bundesaußenminister Hans-Dietrich Genscher zu einem Staatsbesuch in Moskau, bei dem es eigentlich um das Thema Abbau von Mittelstreckenraketen in Europa ging, bei dem aber auch der Fall Rust angesprochen wurde. „Ich habe persönlich um Verständnis geworben, aber genauso wichtig war mir, dass wir jetzt nicht eine verheißungsvolle Politik unterbrechen“, sagte Genscher später über seine Bemühungen zugunsten Rusts im Rahmen dieser Moskau-Reise.

## Rusts Motivation für den Flug und Persönlichkeit
Nach seinem Flug sagte Rust, dass er ihn für den „Weltfrieden“ und die „Verständigung zwischen unseren Völkern“ unternommen habe, obwohl er andererseits äußerte, den Flug „zum Spaß“ unternommen zu haben. Nach seiner Freilassung aus der sowjetischen Haft im August 1988 äußerte Rust gegenüber der Wochenzeitschrift Stern, die die Weltexklusivrechte an der Berichterstattung über Rusts Flug erwarb, die deutsch-sowjetischen Beziehungen blieben seine Herzensangelegenheit. Er glaube, durch seine Ideen, durch seine Friedens- und Abrüstungsinitiative habe er bei manchen Leuten ein positives Umdenken bewirkt, so Rust. „Die wahren Folgen wird man vielleicht erst viel später sehen“, sagte er gegenüber dem Stern. In derselben Veröffentlichung wird Rust wie folgt beschrieben: 
„Er ist intelligent und hochgradig sensibel, wohl auch psychisch labil (‚Da könnten Sie recht haben‘, sagt Rust) und auf gefährliche Weise weltfremd, weil durch eine überbesorgte Familie gegen die ‚Außenwelt‘ abgeschirmt (‚Da muss ich entschieden widersprechen‘, sagt Rust). Mathias Rust lässt sich vielleicht am besten durch das charakterisieren, was er nicht ist: kein unüberlegter Draufgänger, der aus rein egoistischen Absichten andere gefährdet. Und sicher auch kein ‚Held‘ oder ‚Vorbild‘.“
Rust erscheine nicht wie ein tollkühner Draufgänger, sondern durch seine schmalen Schultern, Brille und korrekte Kleidung eher wie ein „strebsamer Oberprimaner“ oder „Verwaltungsbeamter im mittleren Dienst“, beschrieb ihn der Stern im August 1988. Seine Ausdrucksweise sei „altertümlich gespreizt“. „Ich befleißige mich eben einer gewählten Sprache“ wurde Rust vom Stern zitiert. Im selben Bericht wird Rusts Mutter mit den Worten wiedergegeben, ihr Sohn sei seit frühester Jugend „ein kleiner Erwachsener“ gewesen. Rust erarbeitete vor seinem Flug nach Moskau einen 20-seitigen Plan für die „Idealgesellschaft Lagonia“, „eine bessere, atomwaffenfreie Welt“. Die Grundzüge dieses Manuskriptes entstanden 1986. Darin sah er unter anderem Elemente wie Volksabstimmungen und Basisdemokratie vor. Die von Rust angestrebte Gesellschaft sei „in keinem Staat der Erde auch nur ansatzweise verwirklicht“, wird Rust seitens des Stern wiedergegeben. „Wie seine eigene Familie, deren Geborgenheit und das Füreinander-Dasein – so soll der Staat sein, den er erträumt“, heißt es weiter.

## Festnahme und Gefängnisaufenthalt
Nach der Landung wurde Rust von Mitarbeitern des sowjetischen Geheimdienstes KGB festgenommen. Drohungen sei er während der Verhöre nicht ausgesetzt gewesen, immer wieder habe man ihm die Frage nach Hintermännern gestellt, so Rust gegenüber dem Stern im August 1988 rückblickend.
Am 2. September 1987 begann sein Prozess vor dem Obersten Gerichtshof. Er wurde am 4. September zu vier Jahren Arbeitslager wegen illegaler Einreise, Verletzung internationaler Flugverkehrsvorschriften und schweren Rowdytums verurteilt. Durch die Landung auf der Brücke hätten, so der Richter, Menschen verletzt werden können. Das Verhältnis zu seinen Bewachern sei im Laufe der Haft „immer herzlicher“ geworden, sagte Rust später. „Und zwar in dem Ausmaß, wie sie mir Vertrauen schenkten und meinen Friedensabsichten trauten“. Rust las während seines Gefängnisaufenthalts unter anderem Werke von Karl Marx und Sigmund Freud sowie Bücher der Perry-Rhodan-Reihe. Er arbeitete in der Gefängnisbücherei, wo er Bücher reparierte.
Nach der Verbüßung einer Freiheitsstrafe von 14 Monaten im Lefortowo-Gefängnis in Moskau wurde er am 3. August 1988 infolge einer Begnadigung durch den Vorsitzenden des Präsidiums des Obersten Sowjets der UdSSR, Andrei Gromyko, vorzeitig aus der Haft entlassen, musste auf Anordnung unverzüglich die Sowjetunion verlassen und nach Deutschland zurückkehren. Der damalige Bundesaußenminister Genscher hatte sich unter anderem bei Gesprächen mit seinem sowjetischen Amtskollegen Eduard Schewardnadse in Moskau für Rusts vorzeitige Freilassung eingesetzt und im Gegenzug zugesagt, auf eine öffentliche Ankündigung von Rusts Freikommen zu verzichten.

## Spätere Schlagzeilen
1989 geriet Rust erneut in die Schlagzeilen. Während seines Zivildienstes stach er im DRK-Krankenhaus Rissen, in dem er selbst geboren wurde, am 23. November 1989 mit einem Messer auf eine Schwesternschülerin ein, weil sie ihn nicht küssen wollte. Er verletzte sie schwer. Rust ergriff nach der Tat zunächst die Flucht, ehe er sich rund zwei Stunden später der Polizei stellte. Die Tatwaffe hatte er in einem Reitstall versteckt, in dem sein Pferd untergebracht war. Gegen Rust wurde ein Haftbefehl wegen versuchten Mordes erlassen. Nach neunwöchiger Untersuchungshaft kam Rust vorerst auf freien Fuß, es wurde eine Kaution von 100.000 DM erhoben. Ein medizinisches Gutachten bescheinigte Rust in strafrechtlicher Hinsicht die volle Schuldfähigkeit, später stellten Sachverständige „eingeschränkte Schuldfähigkeit“ fest. Die Anklage wegen versuchten Mordes wurde nicht aufrechterhalten. Am 19. April 1991 wurde Rust zu einer 30-monatigen Freiheitsstrafe wegen Totschlagversuchs in einem minderschweren Fall verurteilt. Laut einem Ende August 1991 vor dem Landgericht Hamburg geschlossenen Vergleich musste Rust dem Opfer außerdem mindestens 35.000 D-Mark Schmerzensgeld zahlen. Revisionsanträge wurden zurückgewiesen und das Urteil im Mai 1992 rechtskräftig. Rust stellte ein Gnadengesuch, das nach viermonatiger Prüfung im September 1992 vom zuständigen Ausschuss des Hamburger Senats abgelehnt wurde. Seine Gefängnisstrafe trat Rust am 9. Oktober 1992 an. Nach rund einem Jahr Haft in der Strafvollzugsanstalt Neumünster wurde er im Oktober 1993 aufgrund eines Justizirrtums vorzeitig entlassen. Rust hatte im September 1993 beantragt, die restliche Strafe auszusetzen, was das Landgericht Kiel bewilligte, wogegen die Staatsanwaltschaft Hamburg jedoch unverzüglich Beschwerde einlegte und weshalb Rust bis zu einem Entscheid des Oberlandesgerichtes Schleswig nicht hätte freigelassen werden dürfen. Drei Tage nach der fälschlichen Freilassung kehrte Rust in das Gefängnis zurück. Er blieb nur eine Nacht in der Haftanstalt und wurde dann endgültig entlassen, nachdem das Oberlandesgericht die Beschwerde der Staatsanwaltschaft zurückgewiesen hatte. 1994 arbeitete er als Kellner in Moskau.
2001 kam er wegen Diebstahls eines Kaschmirpullovers in einem Hamburger Kaufhaus erneut vor Gericht und wurde erst zu einer Strafe von 10.000 DM verurteilt, die später in der Berufung auf 600 DM reduziert wurde. 2003 verfolgte Rust das Internetprojekt „Orion and Isis“, in dem er sich als „Quelle des Friedens“ darstellte. Weil er einem Hamburger Spediteur ungedeckte Schecks ausstellte, wurde gegen ihn wegen fortgesetzten Betruges im November 2005 eine Geldstrafe von 1500 Euro verhängt. Ferner wurde er durch gerichtlichen Beschluss zur Herausgabe nicht bezahlter Möbelstücke gezwungen.
2007 – 20 Jahre nach dem Flug – rekonstruierten eine ARD-Fernsehdokumentation von Gabriele Denecke und das parallel erarbeitete Buch von Ed Stuhler die historischen Folgen des Fluges. Dafür befragten sie Mathias Rust, die damaligen Außenminister Eduard Schewardnadse und Hans-Dietrich Genscher, den BND-Chef Hans-Georg Wieck und sowjetische Militärs.
Rust lebte um 2007 in Berlin und bestritt seinen Lebensunterhalt nach eigenen Angaben durch professionelles Pokerspielen. 2009 gab er im Gespräch mit der Rheinischen Post an, dass er finanziell ausgesorgt habe und keiner geregelten Tätigkeit mehr nachgehen müsse. Nach eigenen Angaben arbeitet er als Veranstalter von Boots- und Autorennen in Estland und ist weiterhin als professioneller Pokerspieler aktiv. Im Mai 2012 lebte er nach eigenen Angaben als Finanzanalyst in der Schweiz und plante die Eröffnung einer Yoga-Schule.

## Weitere Nutzung des Flugzeugs

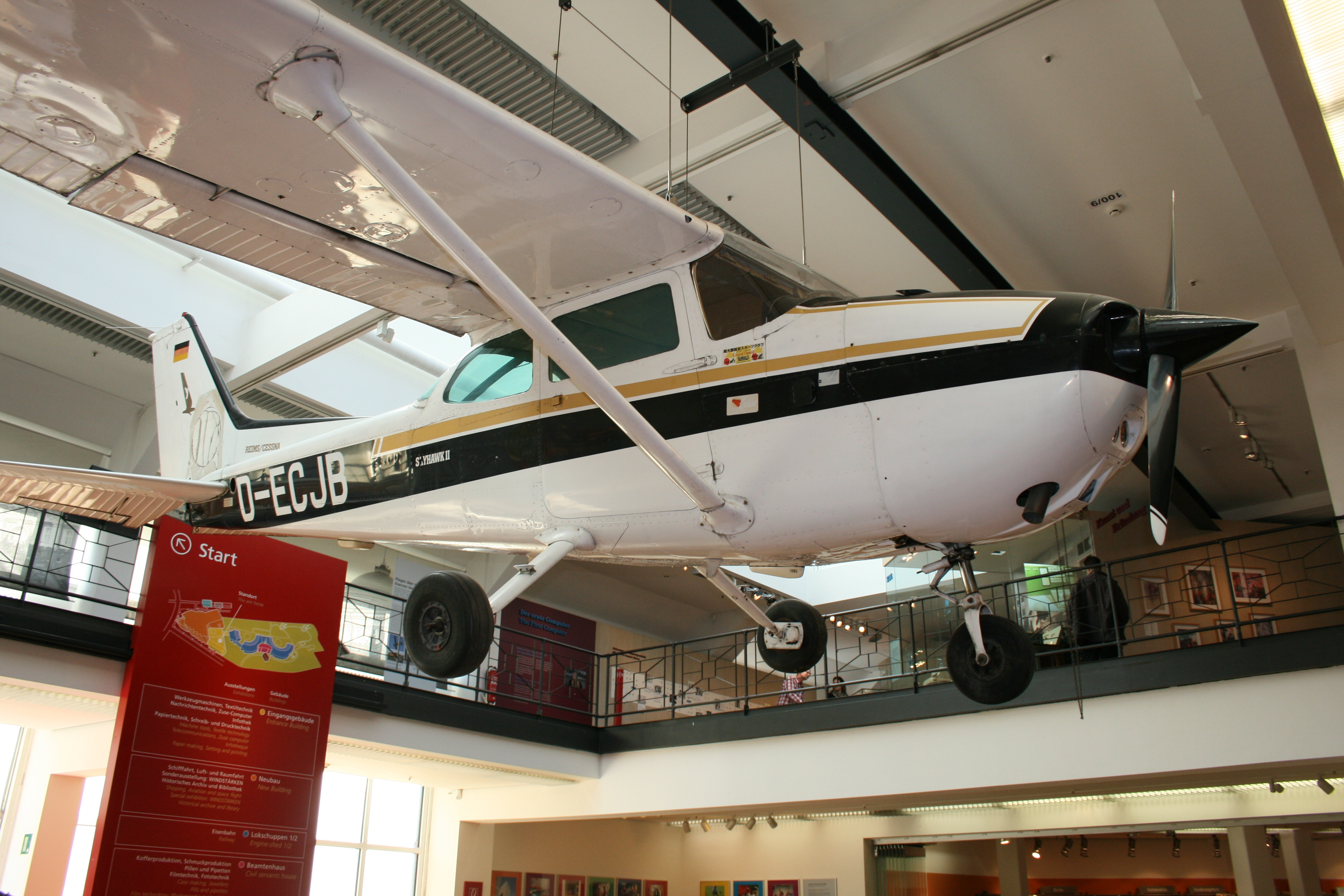
Rusts Cessna 172 Skyhawk II D-ECJB im Deutschen Technikmuseum Berlin

Die Cessna 172 P (Kennzeichen D-ECJB, dieses wurde später an eine andere Maschine vergeben, eine F172P Skyhawk II, einen Lizenzbau von Reims Aviation), wurde nach Rusts Flug, noch während sie sich in der UdSSR befand, von einer Münchner Kosmetikfirma zum doppelten Schätzwert gekauft und am 19. Oktober 1987 nach Deutschland zurückgeholt. Später wurde sie an einen japanischen Club verkauft und in einem Freizeitpark in Utsunomiya bei Tokio unter freiem Himmel ausgestellt.
Im Oktober 2008 wurde die Cessna nach Berlin zurückgeholt und restauriert. Seit dem 28. Mai 2009 ist sie im Deutschen Technikmuseum Berlin als ständiges Exponat zu sehen. Die Cessna 172 sollte später Teil einer langfristig geplanten Sonderausstellung mit dem Titel „Fliegen über den Eisernen Vorhang“ werden.
Von Mai 2022 bis November 2022 wurde die Cessna als Leihgabe im Militärhistorischen Museum Flugplatz Berlin-Gatow in einer Sonderausstellung gezeigt.

## Rezeption in der Kultur
- Nach der Landung am Roten Platz veröffentlichte die Gruppe Modern Trouble 1987 den Song Fly to Moscow, der den Platz 57 der deutschen Charts erreichte.[44]
- Mathias Rusts Flug ist der Aufhänger für Franz Josef Degenhardts Lied Scapa Flow GmbH, veröffentlicht auf dem Album Wer jetzt nicht tanzt (1990).
- Der Schriftsteller Wladimir Kaminer, der Rusts Landung als Wehrpflichtiger in einer Raketenstellung vor Moskau erlebte, beschreibt sie unter anderem in seinem Roman Militärmusik (2001).
- In der NDR-Comedy-Serie Stenkelfeld wurde der fiktive Mathias-Rust-Flughafen nach ihm benannt.
- Im Film Der Mann, der Yngve liebte (2008) ist der Protagonist Sänger einer fiktiven Punkband namens Mathias Rust Band.
- Am 21. Oktober 2010 wurde im Deutschen Schauspielhaus in Hamburg ein vom Hamburger Kollektiv Studio Braun kreiertes Stück mit dem Titel Rust – Ein deutscher Messias uraufgeführt.[37][45][46][47]

## Interviews und Dokumentationen
- Günther Jauch im Gespräch mit Mathias Rust 1988[48]
- Mathias Rust bei Markus Lanz am 24. Mai 2012[49]
- Der Kremlflieger Mathias Rust und die Landung auf dem Roten Platz – Film von Gabriele Denecke[50]